# Robinsonia milesi
Robinsonia milesi là một loài bướm đêm thuộc phân họ Arctiinae, họ Erebidae.